# Sematophyllum rigescens
Sematophyllum rigescens là một loài Rêu trong họ Sematophyllaceae. Loài này được (Cardot) O'Shea miêu tả khoa học đầu tiên năm 1995.